# پرمانند هندوجا
پرمانند هندوجا (انگلیسی: Parmanand Hinduja; ۱۹۰۱ – ۱۹۷۱) کارآفرین اهل هند بود، که در سال ۱۹۱۴ گروه هندوجا را تأسیس کرد.